# Genossenschaft Museumsbahn Emmental

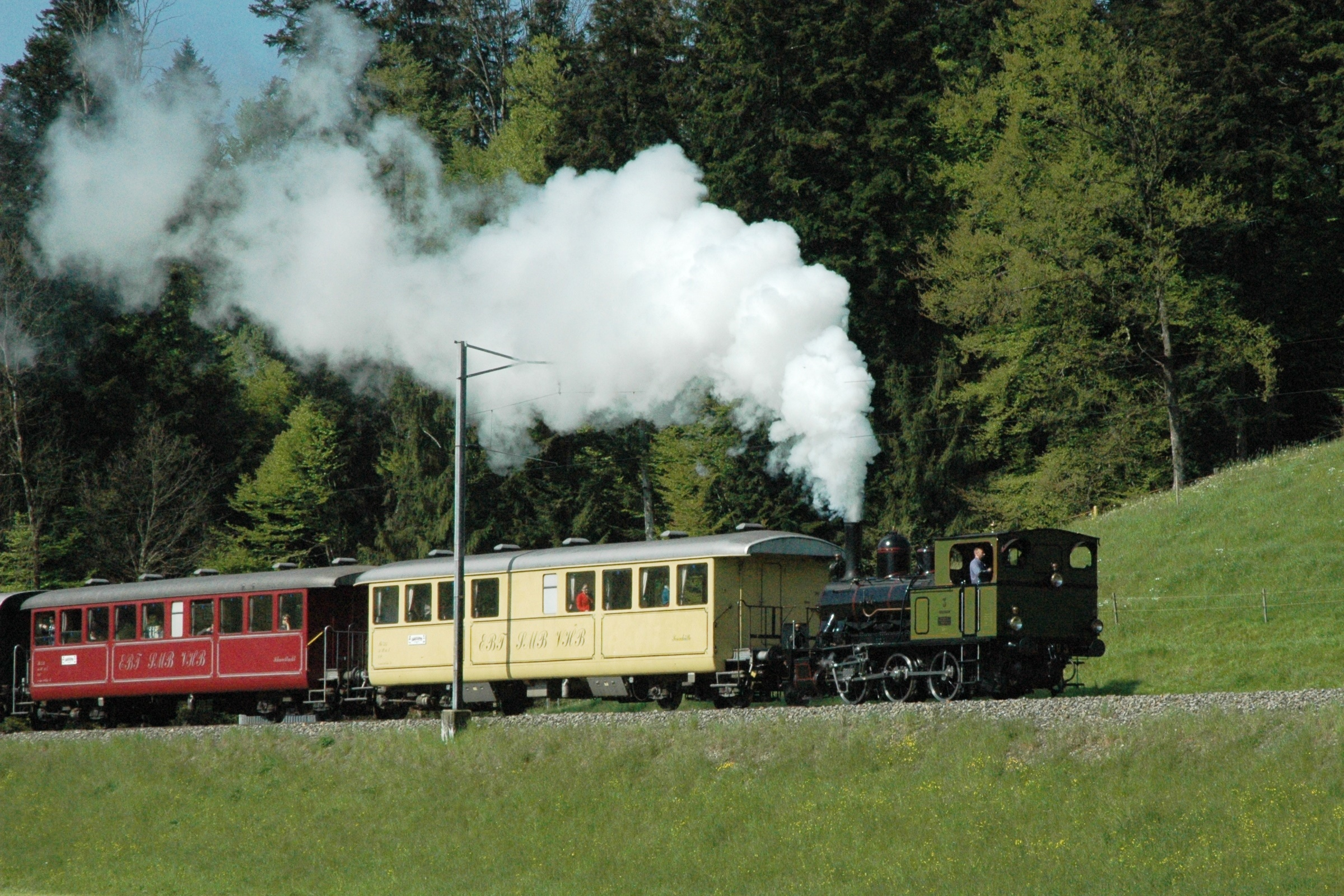
Dampflokomotive Ed 3/3 Nr. 3 des Vereins Dampfbahn Bern mit einem Personenzug auf der Bergfahrt unterhalb Gammenthal auf der Strecke der Emmentalbahn GmbH

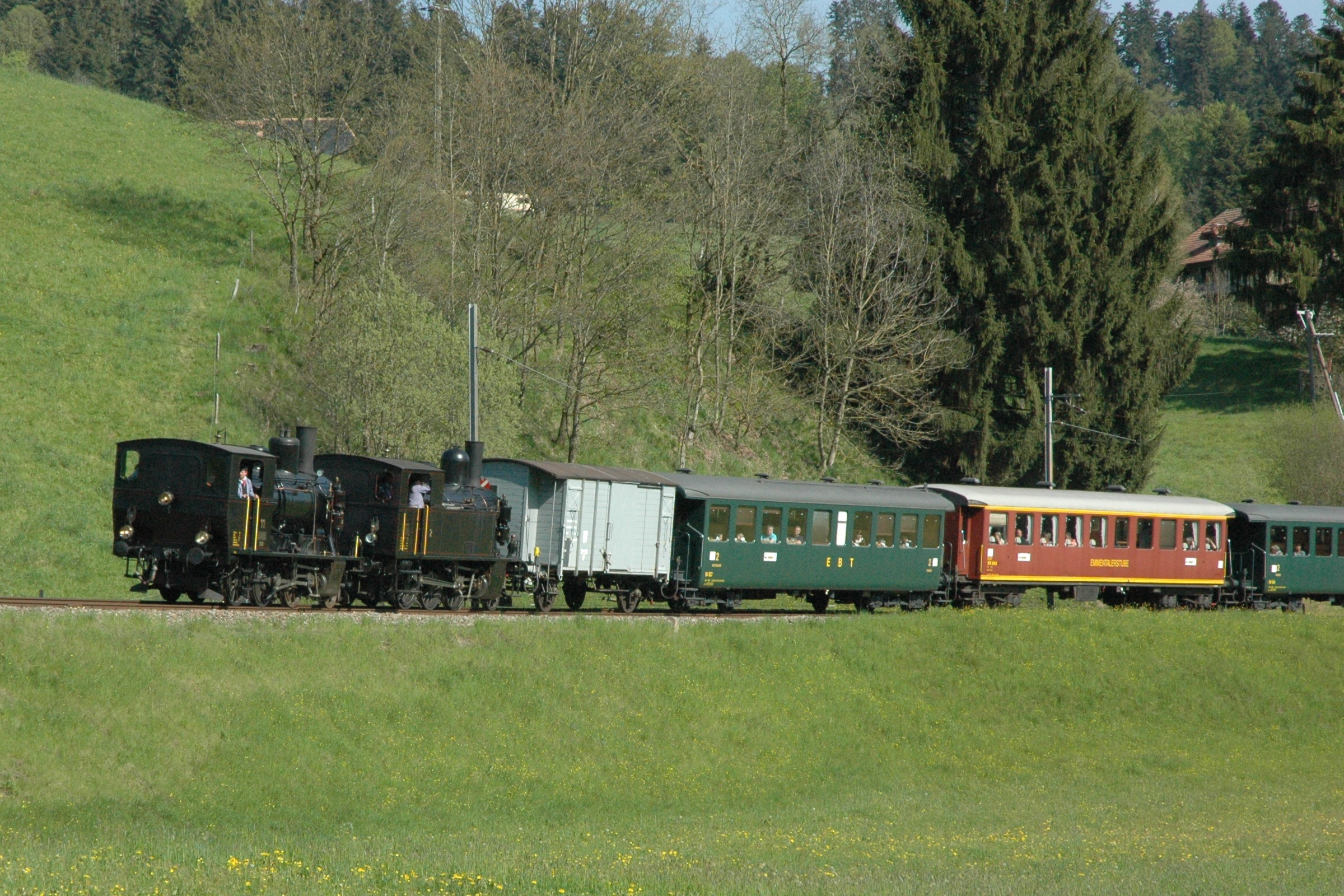
Zug des Vereins Historische Eisenbahn Emmental mit den Dampflokomotiven Ed 3/4 Nr. 11 und Nr. 2 in Doppeltraktion auf der Talfahrt oberhalb Gammenthal

Die Genossenschaft Museumsbahn Emmental (GME) ist ein Zweckverband der beiden Organisationen Verein Historische Eisenbahn Emmental (VHE) und Verein Dampfbahn Bern. Die beiden Vereine Dampflokfreunde Langenthal und Club Salon Bleu, die ebenfalls an der Gründung der Genossenschaft beteiligt waren, haben inzwischen mit dem VHE fusioniert.

## Geschichte
Die Genossenschaft wurde gegründet, damit auf den von der BLS stillgelegten Strecken von Sumiswald-Grünen nach Huttwil und nach Wasen auf der Bahnstrecke Ramsei–Huttwil wieder ein Betrieb mit touristischen Zügen aufgenommen werden konnte.
Die Genossenschaft beabsichtigte, die Konzession für die Strecke zwischen Sumiswald und Huttwil zu übernehmen. Es zeigte sich aber, dass als Eisenbahninfrastrukturunternehmen eine eigenständige, professionelle Firma besser geeignet ist, als ein Zweckverband. In der Folge wurde die Emmentalbahn GmbH (ETB) gegründet.
Im Dezember 2013 wurde die Infrastrukturkonzession für die Strecken Sumiswald–Wasen und Sumiswald–Huttwil auf die ETB übertragen. Diese muss die Strecken für den Netzzugang offen halten, insbesondere für den Güterverkehr und Fahrzeugüberfuhren. Diese Verpflichtung wird ihr von Bund und Kanton abgegolten.
Die Genossenschaft Museumsbahn Emmental führt nun seit 2014 auf der Strecke Sumiswald–Huttwil wieder regelmässige Fahrten mit Dampfzügen durch. Ab Sommer 2017 bietet sie sogar wieder Fahrten auf der mehrere Jahre nicht mehr durchgehend genutzten Teilstrecke Sumiswald-Grünen–Wasen an.